# Kato Shinichiro
Shinichiro Kato (sinh ngày 17 tháng 4 năm 1968) là một cầu thủ bóng đá người Nhật Bản.

## Sự nghiệp câu lạc bộ
Shinichiro Kato đã từng chơi cho Shimizu S-Pulse.